# Maggie Gobran
Maggie Gobran (nascida em 1949, no Egito), também conhecida como Mama Maggie, é uma religiosa ortodoxa copta, fundadora e diretora executiva da instituição de caridade sem fins lucrativos Stephen's Children, no Cairo, no Egito. Ela também foi professora de ciência da computação, na Universidade Americana do Cairo. Maggie é casada e tem um filho e uma filha. Ela foi indicada ao Prêmio Nobel da Paz, em 2012 e 2020.

## Vida
Maggie Gobran, muitas vezes referida como a Madre Teresa do Cairo, é uma senhora cristã copta que já viveu um estilo de vida rico, protegida da pobreza e da miséria. Apesar disso, ela ainda experimentou perseguição como cristã no Egito. Em 1989, ela desistiu de sua carreira acadêmica para se tornar uma cristã copta ortodoxa, serva consagrada, e fundou a instituição de caridade Stephen's Children, cujo objetivo é melhorar a vida dos filhos de cristãos e famílias que vivem nas favelas do Cairo e em comunidades pobres na zona rural do Alto Egito. Ela também oferece ajuda a crianças muçulmanas e bahá'ís empobrecidas.
Em 2019, ela foi agraciada com o Prêmio Internacional Mulheres de Coragem pelo Departamento dos Estados Unidos e pela primeira-dama americana Melania Trump. Em 2020, Maggie foi indicada pela BBC na lista das 100 mulheres mais inspiradoras do mundo.

## Recursos
Suas próprias palavras (inglês)
- Mama Maggie Gobran ensinando sobre o poder do silêncio como disciplina espiritual

História (documentário em inglês)
- Mamãe Maggie parte 01
- Mamãe Maggie parte 02